# Justinia gava
Justinia gava är en fjärilsart som beskrevs av Evans 1955. Justinia gava ingår i släktet Justinia och familjen tjockhuvuden. Inga underarter finns listade i Catalogue of Life.